# Hippodrome State Theatre
Das Hippodrome State Theatre (von den Einwohnern der Stadt oft kurz als the Hipp bezeichnet) ist ein regionales professionelles Theater im Zentrum von Gainesville in Florida in den Vereinigten Staaten. Es wurde 1972 durch ortsansässige Schauspieler gegründet.
Im Gebäudeinneren sind viele der ursprünglichen Wände und Träger aus der Zeit erhalten, in der das Hippodrome State Theatre als Postamt und Courthouse genutzt wurde. 1980 erfolgte der Umbau zum Theater mit 266 Plätzen im zweiten Stock und einem Kinosaal mit 80 Sitzplätzen im ersten Stock. Das Gebäude im Stil der Beaux-Arts verfügt über einen der ältesten funktionsfähigen Aufzüge in Florida. Der Aufzugsführer muss die Fahrkorbtür manuell schließen und dann einen Schalter bewegen.
Am Hippodrome State Theatre sind professionelle Schauspieler tätig, es hat seine eigenen Bühnenbildner und Kostümdesigner, Ton- und Beleuchtungstechniker, die sich um die Inszenierungen auf der Hauptbühne kümmern. Es bietet einen Jugendtheaterunterricht an. Auf dem Programm stehen Inszenierungen des Broadways und Off-Broadways sowie Essayfilme und Autorenfilme.

## U.S. Post Office and Courthouse
Das Gebäude ist ein früheres Postamt des United States Postal Service im ersten Stock und Federal-Courthouse im zweiten Stock, das am 10. Juli 1979 in das National Register of Historic Places eingetragen wurde.